# Список національних парків Данії
У Королівстві Данія є шість національних парків; п'ять у власне Данії та один у Гренландії.
Першим національним парком у власне Данії був Національний парк Тю, створений у 2008 році. Він розташований у муніципалітеті Тістед, Північна Ютландія. Парк являє собою вузьку ділянку землі вздовж західного узбережжя Північно-Ютландського острова від Ганстхольма на південь до Аггер-Танге, за винятком Ганстхольма, Клітмеллера, Норре-Ворупьора, Стенб'єрга та Аггера. Національний парк Ті названо на честь Ті, території, яка включає не лише сьогоднішній національний парк, але й прилеглі землі далі на схід. У парку є дюни, верес, ліси та луки, а також охоплює кілька невеликих озер і невелику частину Лімфіорду, який є фіордом, який відокремлює острів Північна Ютландія від Кімбрійського півострова.
У серпні 2009 року було урочисто відкрито другий національний парк Mols Bjerge National Park, а потім Національний парк Ваттового моря в жовтні 2010 року і Національний парк Земля Скілдинга в 2015 році У 2008 і 2009 роках було запропоновано створити національні парки ще двох територій у материковій частині Данії. Один із цих планів, Національний парк Skjern Å (на честь однойменної річки), було скасовано у 2012 році, але його було відновлено у 2018 році та триває. Інший, національний парк Конгернес Нордшелланд, був урочисто відкритий у 2018 році.
У 2020 році розпочато роботу зі створення природних національних парків. Вони будуть суто на землях, що належать державі Данії, на відміну від звичайних національних парків, де деякі частини знаходяться на приватних і муніципальних землях. Це дає державі більший контроль над усією територією природних національних парків і дозволяє краще охороняти природу. Планується створити п’ятнадцять природних національних парків, у тому числі п’ять, які є частиною оригінальних національних парків (Грібсков у межах Національного парку Конгернес Нордшелланд, Ліс Геллеруп і Тегльструп Хегн у межах Національного парку Конгернес Нордшелланд, Ліси Бідструп у межах Національного парку Земля Скілдінг, Молс Б’єрге в межах Мольса Національний парк Б’єрге та Ганстхольм у національному парку Тві).
Гренландія має власний національний парк з 1974 року. Національний парк Північно-Східної Гренландії простягається на три п'ятих північних частин східного узбережжя Гренландії та, після його розширення в 1988 році, на дві третини східних частин північного узбережжя Гренландії. Обмежений узбережжям, парк охоплює всю північно-східну частину острова, яка майже не заселена.
Як і Гренландія, Фарерські острови є ще одним автономним регіоном Королівства Данія, але не містять національних парків.
| Image | Name                                                      | Danish name                         | Region              | Area in km2 | Establishment | External link |
| ----- | --------------------------------------------------------- | ----------------------------------- | ------------------- | ----------- | ------------- | ------------- |
|       | Northeast Greenland National Park                         | Grønlands Nationalpark              | Northeast Greenland | 972,000     | 1974          | —             |
|       | Thy National Park                                         | Nationalpark Thy                    | Nordjylland         | 243.7       | 2008          | SNS           |
|       | Mols Bjerge National Park (Mols Mountains)                | Nationalpark Mols Bjerge            | Midtjylland         | 180         | 2009          | SNS           |
|       | Wadden Sea National Park                                  | Nationalpark Vadehavet              | Southern Denmark    | 1,466       | 2010          | SNS           |
|       | Land of the Scylding National Park (Land of the Scylding) | Nationalpark Skjoldungernes Land    | Zealand             | 170         | 2015          | SNS           |
|       | Kongernes Nordsjælland National Park                      | Nationalpark Kongernes Nordsjælland | Hovedstaden         | 262.5       | 2018          | SNS           |

## Зовнішні посилання
- Веб-сайт Датського агентства лісів і природи про національні парки материкової Данії